# Oenothera verrucosa
Oenothera verrucosa là một loài thực vật có hoa trong họ Anh thảo chiều. Loài này được I.M. Johnst. mô tả khoa học đầu tiên năm 1924.